# 坂上忍の成長マン!!
『坂上忍の成長マン!!』（さかがみしのぶのせいちょうマン）は、2014年4月4日未明（3日深夜）から2015年3月29日までテレビ朝日系列で放送されたトークバラエティ番組。坂上忍の冠番組。全44回。

## 内容
坂上をはじめとする「成長マン」を成長させるため、テーマ毎に先生役の「教えマン」を迎えて授業を行なう。
全編ローカルセールス枠の番組ではあるが、開始2か月弱後の2014年6月1日には、初のゴールデンタイムでの2時間スペシャル（18:56 - 20:54）が全国ネットで放送された。同年10月12日より日曜18:30 - 18:57に枠移動し、全国ネット番組となった。また、前番組『奇跡の地球物語〜近未来創造サイエンス』より枠が1分拡大されたことで、日曜19時台番組への接続はステブレレスに変更された。
レギュラー放送終了後の2015年5月9日には、単発特番を放送された。

## 出演者
司会
- 坂上忍

進行
- 竹内由恵（テレビ朝日アナウンサー）※
- 弘中綾香（テレビ朝日アナウンサー）※
- 大西洋平（テレビ朝日アナウンサー、深夜時代）

※深夜時代は竹内と弘中は隔週で出演。

## 放送リスト

### レギュラー放送時代
| 回                                                                         | 放送日        | 成長テーマ | 教えマン                                                                                        | 成長マン | 坂上本日の成長度合い | 備考              |
| -------------------------------------------------------------------------- | ------------- | --- | ----------------------------------------------------------------------------------------------- | --- | -------------------- | ----------------- |
| 1                                                                          | 2014年4月4日  | この春、イケてる男は足元で差をつけろ!!(スニーカー) | 渡部建（アンジャッシュ）、益若つばさ、綾部祐二（ピース）                                        | バカリズム、若林正恭（オードリー） | 3%                   |                   |
| 2                                                                          | 4月11日       | アクティブオトナのゴルフライフ(ゴルフ) | 梶原雄太（キングコング）、飯尾和樹（ずん）、石田純一                                            | 光浦靖子（オアシズ）、高橋茂雄（サバンナ） | 80%                  |                   |
| 3                                                                          | 4月18日       | デキる男の美容術(美容) | 藤森慎吾（オリエンタルラジオ）、井戸田潤（スピードワゴン）、JOY                                 | 西田幸治（笑い飯）、川島明（麒麟） | 70%                  |                   |
| 4                                                                          | 4月25日       | 最高の贅沢は「一人○○」 | 綾部祐二（ピース）、渡部建（アンジャッシュ）、眞鍋かをり                                        | 高橋茂雄（サバンナ）、山根良顕（アンガールズ） | 3%                   |                   |
| 5                                                                          | 5月2日        | ゴールデンウィーク憧れのサーファーズライフ(サーフィン) | ボビー・オロゴン、ほんこん、藤崎奈々子                                                          | 博多大吉（博多華丸・大吉）、鳥居みゆき | 98%                  |                   |
| 6                                                                          | 5月9日        | 今しかない!!オトコの摂生ボディをゲット | 小島よしお、渡部建、JOY                                                                         | 竹山隆範、小杉竜一（ブラックマヨネーズ） | 20%                  |                   |
| 7                                                                          | 5月16日       | 今しかない!!オトコの摂生ボディをゲット | 小島よしお、渡部建、JOY                                                                         | 竹山隆範、小杉竜一（ブラックマヨネーズ） | 20%                  |                   |
| 8                                                                          | 5月23日       | ゴールデン特番記念!!これまでの成長の姿をご覧下さい。カットシーンも公開 「ゴルフ」「美容術」「一人○○」「サーフィン」                                         | （なし）                                                                                        | （なし） | （なし）             |                   |
| 9                                                                          | 5月30日       | トレンドに乗り遅れるな!!男のスウェットコーデ | 渡部建（アンジャッシュ）、綾部祐二（ピース）、マギー                                            | 博多大吉（博多華丸・大吉）、若林正恭（オードリー） | 50%                  |                   |
| SP                                                                         | 6月1日        | 日曜ゴールデン進出!!坂上忍の成長マン!!スペシャル 日本列島 弾丸メシの旅 みんなで小型犬飼っちゃおうよ!!                                                       | 渡部建（アンジャッシュ）(案内マン) 坂上忍、濱口優（よゐこ）、IKKO                               | 綾部祐二（ピース）(付き添い、代理案内マン)、かたせ梨乃、蛭子能収、眞鍋かをり 犬を飼っていない(中山秀征、尾木直樹、光浦靖子、新川優愛、ウド鈴木（キャイ〜ン）、坂下千里子、千秋、高橋茂雄（サバンナ）)                      | 5% -                 | 18:56 - 20:54     |
| 10                                                                         | 6月6日        | チーズの素晴らしさを教えるマン | 品川祐（品川庄司）、眞鍋かをり、渡部建（アンジャッシュ）                                        | 蛭子能収、土田晃之 | 20%                  |                   |
| 11                                                                         | 6月13日       | （ゴールデンSP未公開シーン） | （なし）                                                                                        | （なし） | （なし）             | 0:25 - 0:55       |
| 12                                                                         | 6月20日       | 笑顔が初めて!!上手な写真の撮られ方 | 中村アン、藤森慎吾（オリエンタルラジオ）                                                        | 光浦靖子（オアシズ）、土田晃之 | 2%                   | 0:25 - 0:55       |
| 13                                                                         | 6月27日       | 今こそ勇気をもってスナックの扉を開けてみよう | 玉袋筋太郎（浅草キッド）、バッファロー吾郎A（バッファロー吾郎）                                 | 博多大吉（博多華丸・大吉）、ケンドーコバヤシ |                      | 0:25 - 0:55       |
| 14                                                                         | 7月4日        | もう決まってる? 夏の本命サングラス（1） | ダレノガレ明美、綾部祐二（ピース）                                                              | 博多大吉（博多華丸・大吉）、ハリセンボン |                      | 0:25 - 0:55       |
| （7月11日は「全英リコー女子オープンゴルフ」中継のため休止）                |               | |                                                                                                 | |                      |                   |
| （7月18日は「全英オープンゴルフ」中継のため休止）                          |               | |                                                                                                 | |                      |                   |
| 15                                                                         | 7月25日       | もう決まってる? 夏の本命サングラス（2） | ダレノガレ明美、綾部祐二（ピース）                                                              | 博多大吉（博多華丸・大吉）、ハリセンボン |                      |                   |
| 16                                                                         | 8月1日        | 緊急企画! 犬を飼い始めて2週間の中山さんにしつけの仕方を教えよう!                                                                                            | 大島麻衣、川島明（麒麟）                                                                        | 中山秀征、光浦靖子、竹山隆範 | -                    |                   |
| 17                                                                         | 8月8日        | 緊急企画! 犬を飼い始めて2週間の中山さんにしつけの仕方を教えよう!                                                                                            | 大島麻衣、川島明（麒麟）                                                                        | 中山秀征、光浦靖子、竹山隆範 | -                    |                   |
| （8月15日は『サマステHEADLINE』のため休止）                                |               | |                                                                                                 | |                      |                   |
| 18                                                                         | 8月22日       | オトナの必須科目!! 俺たちBBQ主義 | ヒデ（ペナルティ）、たけだバーベキュー                                                          | 井戸田潤（スピードワゴン）、新川優愛 |                      | 0:45 - 1:15       |
| 19                                                                         | 8月29日       | 面白いように身に付く!! モノマネ集中講座 | 原口あきまさ、ホリ、みかん                                                                      | 高橋茂雄（サバンナ）、又吉直樹（ピース） | -                    |                   |
| 20                                                                         | 9月5日        | 面白いように身に付く!! モノマネ集中講座 | 原口あきまさ、ホリ、みかん                                                                      | 高橋茂雄（サバンナ）、又吉直樹（ピース） | -                    |                   |
| 21                                                                         | 9月12日       | これぞ男の美学！ヒゲこそ永遠のダンディズム | ケンドーコバヤシ、西田幸治（笑い飯）、山田ルイ53世（髭男爵）                                    | 川島明（麒麟）、ノブ小池（千鳥） | ？                   |                   |
| 22                                                                         | 9月19日       | これぞ男の美学！ヒゲこそ永遠のダンディズム | ケンドーコバヤシ、西田幸治（笑い飯）、山田ルイ53世（髭男爵）                                    | 川島明（麒麟）、ノブ小池（千鳥） | ？                   |                   |
| 23                                                                         | 9月26日       | 総集編 | （なし）                                                                                        | （なし） | （なし）             | ここまで金曜      |
| （この間は休止）                                                           |               | |                                                                                                 | |                      |                   |
| 24                                                                         | 10月12日      | コレが出来れば歌ウマ！！ 誰でもカンタン“ハモリ講座” | 阿佐ヶ谷姉妹、どぶろっく 高橋茂雄（サバンナ）（進行マン）                                       | 川島明（麒麟）、大久保佳代子（オアシズ） | 60%                  | ここから日曜18:30 |
| 25                                                                         | 10月19日      | コレが出来れば歌ウマ！！ 誰でもカンタン“ハモリ講座” | 阿佐ヶ谷姉妹、どぶろっく 高橋茂雄（サバンナ）（進行マン）                                       | 川島明（麒麟）、大久保佳代子（オアシズ） | 60%                  |                   |
| 26                                                                         | 10月26日      | これで明日から人気者！手品を覚えて成長しよう！ | マギー司郎、マギー審司 渡部建（アンジャッシュ）（進行マン）                                     | 濱口優（よゐこ）、カンニング竹山 | 80%                  |                   |
| 27                                                                         | 11月2日       | 焼肉の本当に美味しい楽しみ方 | 渡部建（アンジャッシュ）、品川祐（品川庄司）                                                    | 蛭子能収 | 3％                  |                   |
| 28                                                                         | 11月9日       | いっこく堂の腹話術特訓 | いっこく堂 高橋茂雄（サバンナ）（進行マン）                                                     | 出川哲朗、博多大吉（博多華丸・大吉） | 20％                 |                   |
| （11月16日は「日米野球2014」中継のため休止）                               |               | |                                                                                                 | |                      |                   |
| 29                                                                         | 11月23日      | 祝!坂上忍の成長マン日曜ゴールデン拡大版 愛犬しつけ&ものまね急成長2時間半SP!! ワンちゃんと暮らすとこんなに楽しい〜ッ!! プロの裏技大公開!冬のものまね集中講座 | 愛犬しつけ（安藤美姫、川島明(麒麟)） ものまね（中川礼二（中川家）、原口あきまさ、ホリ、みかん） | 愛犬しつけ（中山秀征、的場浩司、光浦靖子（オアシズ）、後藤輝基（フットボールアワー）、吉村崇（平成ノブシコブシ）、足立梨花、春香クリスティーン） ものまね（蛭子能収、尾木直樹、大久保佳代子（オアシズ）、ケンドーコバヤシ) | -                    | 18:30 - 20:54     |
| 30                                                                         | 11月30日      | マフラー | 綾部祐二(ピース)、マギー 渡部建（アンジャッシュ）（進行マン）                                   | 伊達みきお（サンドウィッチマン））、川島明（麒麟） | 70%                  |                   |
| 31                                                                         | 12月7日       | ボウリング あとプラス30点のコツ | ガダルカナル・タカ、岡田圭右（ますだおかだ）                                                    | 土田晃之、鈴木奈々 | 110%                 |                   |
| （12月14日は「フィギュアスケートグランプリファイナル2014」中継のため休止） |               | |                                                                                                 | |                      |                   |
| 32                                                                         | 12月21日      | これで年末大助かり！とっても便利なお掃除グッズ | 松橋周太呂 高橋茂雄（サバンナ）（進行マン）                                                     | 榊原郁恵 |                      |                   |
| （12月28日は『世紀の瞬間&日本の未解決事件SP』のため休止）                  |               | |                                                                                                 | |                      |                   |
| （1月4日は『まろまろ一笑懸命 お正月特別編』のため休止）                    |               | |                                                                                                 | |                      |                   |
| 33                                                                         | 2015年1月11日 | 今ココでしか食べられない！獲れたて漁師メシ |                                                                                                 | 狩野英孝 |                      |                   |
| 34                                                                         | 1月18日       | 大反響！スーパーお掃除グッズの実践編! | 松橋周太呂 高橋茂雄（進行マン）                                                                 | 川村エミコ（たんぽぽ） | 70%                  |                   |
| 35                                                                         | 1月25日       | 老舗で美味しい蕎麦打ちを教わろう！ | 渡部建（アンジャッシュ）                                                                        | 出川哲朗 | 38%                  |                   |
| 36                                                                         | 2月1日        | 便利な最新調理グッズを試しちゃおう！ | 松橋周太呂 高橋茂雄（サバンナ）（進行マン）                                                     | 榊原郁恵 | 30%                  |                   |
| 37                                                                         | 2月8日        | なぜ寿司はこんなに美味いのか？ | 渡部建（アンジャッシュ）                                                                        | かたせ梨乃 | 99%                  |                   |
| 38                                                                         | 2月15日       | 週末は燻製！どんな料理もカンタンひと手間で美味しくなる!! | 渡部建、いけだてつや                                                                            | 的場浩司 | 3%                   |                   |
| 39                                                                         | 2月22日       | 洗濯のお悩み解決!! | 松橋周太呂、ロックオン錫村 高橋茂雄（進行マン）                                                 | 榊原郁恵 | 88%                  |                   |
| 40                                                                         | 3月1日        | 渡部が熱弁！なぜ天ぷらはこんなに美味しい？ | 渡部建（アンジャッシュ）                                                                        | かたせ梨乃 | 99%                  |                   |
| 41                                                                         | 3月8日        | 犬もいいけど、猫のことも好きになって欲しい | 田中裕二（爆笑問題）、中川翔子                                                                  | 光浦靖子（オアシズ） | 32%                  |                   |
| 42                                                                         | 3月15日       | 具志堅と行く獲れたて漁師メシ第2弾 | （なし）                                                                                        | 具志堅用高 | 88%                  |                   |
| 43                                                                         | 3月22日       | 一般家庭のご自宅訪問お掃除企画！！ | 松橋周太呂、ロックオン錫村、広井修 高橋茂雄（サバンナ）（進行マン）                             | （なし） |                      |                   |
| 44                                                                         | 3月29日       | 一般家庭のご自宅訪問お掃除企画！！ | 松橋周太呂、ロックオン錫村、広井修 高橋茂雄（サバンナ）（進行マン）                             | （なし） |                      |                   |

### 単発特番時代
| 回 | 放送日       | 成長テーマ | 教えマン | 成長マン | 坂上本日の成長度合い | 備考          |
| -- | ------------ | ---------- | -------- | -------- | -------------------- | ------------- |
| 1  | 2015年5月9日 |            |          |          |                      | 16:00 - 17:25 |

## スタッフ
- ナレーション：佐藤賢治
- 構成：そーたに、中野俊成、興津豪乃、鹿谷忠弘
- カメラ：佐藤厚誠、門倉秀樹
- 音声：渡邉拓
- VE：武藤康広
- 照明：渡辺英明
- 美術：小山晃弘
- デザイン：鹿内遥
- 美術進行：小笠原吾朗
- 大道具：塚越清太
- 電飾：増田三由紀
- メイク：川口カツラ
- 編集：竹内敏雅
- MA：近藤宏紀
- 音効：栗田勇児
- TK：安達真理
- CG：松尾祐介
- タイトル：リトルベア
- スタイリスト：岩田広一
- 宣伝：堀場綾枝子
- 編成：船引貴史・池田佐和子（週替わり）
- デスク：中川千波
- ディレクター：別府義崇、山本紗智子、藤野義明、山田俊介
- プロデューサー：太田兼仁
- 演出・プロデューサー：藤城剛
- 総合演出・ゼネラルプロデューサー：加地倫三
- 協力：テレビ朝日クリエイト、SWISHJAPAN、IMAGICA、テレテック、東京オフラインセンター
- 制作著作：テレビ朝日

### 過去のスタッフ
- デザイン：山下高広
- 大道具：濱瀬大輔
- 宣伝：冨田裕美
- 編成：石田菜穂子
- ディレクター：橋本伸行

## ネット局と放送時間

### レギュラー版（深夜）
| 放送対象地域 | 放送局            | 系列           | 放送日時                     | 放送開始日    | 放送日の遅れ |
| ------------ | ----------------- | -------------- | ---------------------------- | ------------- | ------------ |
| 関東広域圏   | テレビ朝日        | テレビ朝日系列 | 金曜 0:15 - 0:45（木曜深夜） | 2014年4月4日  | 制作局       |
| 秋田県       | 秋田朝日放送      | テレビ朝日系列 | 金曜 0:15 - 0:45（木曜深夜） | 2014年4月4日  | 同時ネット   |
| 山形県       | 山形テレビ        | テレビ朝日系列 | 金曜 0:15 - 0:45（木曜深夜） | 2014年4月4日  | 同時ネット   |
| 長野県       | 長野朝日放送      | テレビ朝日系列 | 金曜 0:15 - 0:45（木曜深夜） | 2014年4月4日  | 同時ネット   |
| 沖縄県       | 琉球朝日放送      | テレビ朝日系列 | 金曜 0:15 - 0:45（木曜深夜） | 2014年4月4日  | 同時ネット   |
| 中京広域圏   | メ〜テレ          | テレビ朝日系列 | 金曜 0:20 - 0:50（木曜深夜） | 2014年4月4日  | 5分遅れ      |
| 青森県       | 青森朝日放送      | テレビ朝日系列 | 水曜 0:15 - 0:45（火曜深夜） | 2014年4月16日 | 遅れネット   |
| 熊本県       | 熊本朝日放送      | テレビ朝日系列 | 水曜 1:45 - 2:15（火曜深夜） | 2014年4月16日 | 遅れネット   |
| 愛媛県       | 愛媛朝日テレビ    | テレビ朝日系列 | 水曜 1:50 - 2:20（火曜深夜） | 2014年4月16日 | 遅れネット   |
| 山口県       | 山口朝日放送      | テレビ朝日系列 | 木曜 0:15 - 0:45（水曜深夜） | 2014年4月17日 | 遅れネット   |
| 福岡県       | 九州朝日放送      | テレビ朝日系列 | 木曜 1:20 - 1:50（水曜深夜） | 2014年4月17日 | 遅れネット   |
| 岩手県       | 岩手朝日テレビ    | テレビ朝日系列 | 金曜 0:40 - 1:10（木曜深夜） | 2014年4月18   | 遅れネット   |
| 近畿広域圏   | 朝日放送          | テレビ朝日系列 | 日曜 1:49 - 2:19（土曜深夜） | 2014年4月20日 | 遅れネット   |
| 石川県       | 北陸朝日放送      | テレビ朝日系列 | 月曜 1:40 - 2:10（日曜深夜） | 2014年4月21日 | 遅れネット   |
| 大分県       | 大分朝日放送      | テレビ朝日系列 | 火曜 1:15 - 1:45（月曜深夜） | 2014年4月22日 | 遅れネット   |
| 長崎県       | 長崎文化放送      | テレビ朝日系列 | 木曜 1:21 - 1:51（水曜深夜） | 2014年5月1日  | 遅れネット   |
| 宮城県       | 東日本放送        | テレビ朝日系列 | 火曜 0:20 - 0:50（月曜深夜） | 2014年5月6日  | 遅れネット   |
| 高知県       | テレビ高知        | TBS系列        | 水曜 23:58 - 翌0:28          | 2014年5月14日 | 遅れネット   |
| 日本全国     | テレ朝チャンネル1 | CS放送         | 土曜 21:00 - 21:30           | 2014年5月17日 | 遅れネット   |
| 福島県       | 福島放送          | テレビ朝日系列 | 金曜 0:50 - 1:20（木曜深夜） | 2014年5月23日 | 遅れネット   |
| 静岡県       | 静岡朝日テレビ    | テレビ朝日系列 | 土曜 1:20 - 1:50（金曜深夜） | 2014年5月24日 | 遅れネット   |

### ノンプライムタイム時代
| 放送対象地域   | 放送局                   | 系列           | 放送曜日・放送時間 | 放送日の遅れ |
| -------------- | ------------------------ | -------------- | ------------------ | ------------ |
| 関東広域圏     | テレビ朝日（EX）         | テレビ朝日系列 | 日曜 18:30 - 18:57 | 制作局       |
| 北海道         | 北海道テレビ（HTB）      | テレビ朝日系列 | 日曜 18:30 - 18:57 | 同時ネット   |
| 青森県         | 青森朝日放送（ABA）      | テレビ朝日系列 | 日曜 18:30 - 18:57 | 同時ネット   |
| 岩手県         | 岩手朝日テレビ（IAT）    | テレビ朝日系列 | 日曜 18:30 - 18:57 | 同時ネット   |
| 宮城県         | 東日本放送（KHB）        | テレビ朝日系列 | 日曜 18:30 - 18:57 | 同時ネット   |
| 秋田県         | 秋田朝日放送（AAB）      | テレビ朝日系列 | 日曜 18:30 - 18:57 | 同時ネット   |
| 山形県         | 山形テレビ（YTS）        | テレビ朝日系列 | 日曜 18:30 - 18:57 | 同時ネット   |
| 福島県         | 福島放送（KFB）          | テレビ朝日系列 | 日曜 18:30 - 18:57 | 同時ネット   |
| 新潟県         | 新潟テレビ21（UX）       | テレビ朝日系列 | 日曜 18:30 - 18:57 | 同時ネット   |
| 長野県         | 長野朝日放送（abn）      | テレビ朝日系列 | 日曜 18:30 - 18:57 | 同時ネット   |
| 石川県         | 北陸朝日放送（HAB）      | テレビ朝日系列 | 日曜 18:30 - 18:57 | 同時ネット   |
| 静岡県         | 静岡朝日テレビ（SATV）   | テレビ朝日系列 | 日曜 18:30 - 18:57 | 同時ネット   |
| 中京広域圏     | メ〜テレ（NBN）          | テレビ朝日系列 | 日曜 18:30 - 18:57 | 同時ネット   |
| 近畿広域圏     | 朝日放送（ABC）          | テレビ朝日系列 | 日曜 18:30 - 18:57 | 同時ネット   |
| 広島県         | 広島ホームテレビ（HOME） | テレビ朝日系列 | 日曜 18:30 - 18:57 | 同時ネット   |
| 山口県         | 山口朝日放送（yab）      | テレビ朝日系列 | 日曜 18:30 - 18:57 | 同時ネット   |
| 香川県・岡山県 | 瀬戸内海放送（KSB）      | テレビ朝日系列 | 日曜 18:30 - 18:57 | 同時ネット   |
| 愛媛県         | 愛媛朝日テレビ（eat）    | テレビ朝日系列 | 日曜 18:30 - 18:57 | 同時ネット   |
| 福岡県         | 九州朝日放送（KBC）      | テレビ朝日系列 | 日曜 18:30 - 18:57 | 同時ネット   |
| 長崎県         | 長崎文化放送（NCC）      | テレビ朝日系列 | 日曜 18:30 - 18:57 | 同時ネット   |
| 熊本県         | 熊本朝日放送（KAB）      | テレビ朝日系列 | 日曜 18:30 - 18:57 | 同時ネット   |
| 大分県         | 大分朝日放送（OAB）      | テレビ朝日系列 | 日曜 18:30 - 18:57 | 同時ネット   |
| 鹿児島県       | 鹿児島放送（KKB）        | テレビ朝日系列 | 日曜 18:30 - 18:57 | 同時ネット   |
| 沖縄県         | 琉球朝日放送（QAB）      | テレビ朝日系列 | 日曜 18:30 - 18:57 | 同時ネット   |

- 2014年6月1日放送のゴールデンタイムでのスペシャル版は上記各局で同時ネットされた。

## その他
- OP・EDでは、「マン」に因んで、愛川欽也・うつみ宮土理の楽曲「マン・マン・マーチ」（作詞：保富康午／作曲：小林亜星／編曲：馬飼野康二。TBS系『シャボン玉こんにちは』挿入歌）を流用している。
- 日曜18:30時代はわずか半年しか放送されなかったが、この枠で「半年放送」というのは、2007年4月8日 - 同年9月30日放送の『おかえり!』以来である。